# Terqa

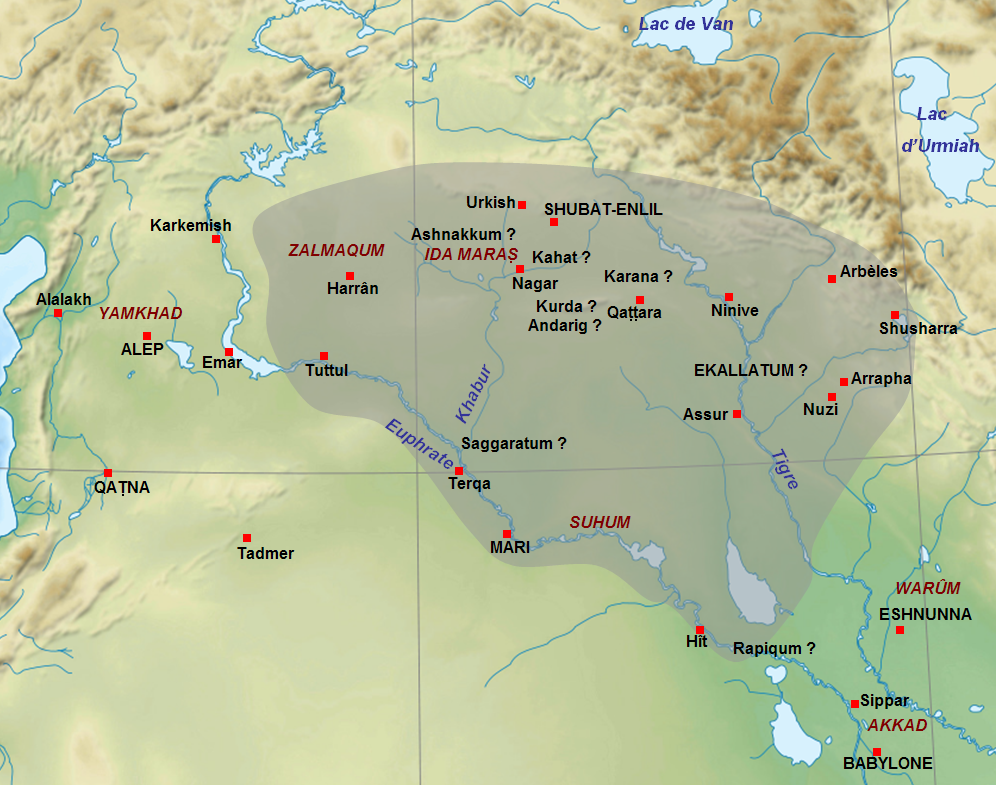
Mapa królestwa Szamszi-Adada I z zaznaczonym położeniem miasta Terqa

Terqa – starożytne miasto w północnej Mezopotamii, identyfikowane z obecnym stanowiskiem Tell Ashara w Syrii położonym nad środkowym Eufratem ok. 80 kilometrów od obecnej granicy z Irakiem.

## Historia
W początku II tys. p.n.e. Terqa była stolicą niewielkiego państewka amoryckiego położonego na obrzeżach ówczesnego królestwa Mari. To stąd najprawdopodobniej wywodził się twórca pierwszego państwa asyryjskiego Szamszi-Adad I. Władca ten podbił królestwo Mari i przejął kontrolę nad Terqą, która stała się częścią tworzonego przez niego państwa. Po śmierci Szamszi-Adada I kontrolę nad Terqą przejął Zimri-Lim, król Mari. Następnie – po zdobyciu Mari przez Hammurabiego – Terqa dostała się w strefę wpływów I dynastii z Babilonu.